# Théorien
Théorien (en grec : Θεωριανός (Theōrianós), en arménien : Թէորիանոս (Tʿēorianos)), surnommé Théorien le Philosophe, est un théologien, philosophe et émissaire orthodoxe et byzantin du XIIe siècle. Il est surtout connu pour son implication dans les discussions entre l'Église orthodoxe et l'Église apostolique arménienne, prenant le rôle d'émissaire de l'Empire byzantin auprès de Nersès IV Chnorhali, catholicos des Arméniens. S'entretenant avec lui de la part de Manuel Ier Comnène, il relate leurs rencontres dans des textes polémiques et partiaux, les Disputationes cum Catholico Armeniae. Le récit qu'il fait des événements est marqué par de nombreux éléments biaisés, mais il transmet tout de même des informations intéressantes à ce propos, comme des lettres.
Sa figure est un témoignage de la richesse culturelle et intellectuelle byzantine dans les décennies précédant la Quatrième Croisade. Malgré ses oppositions avec Nersès, il est paradoxalement vu de manière positive dans les sources arméniennes, qui le présentent comme ayant entretenu des relations amicales avec l'évêque arménien et ayant reconnu son intelligence.

## Biographie
Peu de choses sont connues de Théorien avant son contact avec les Arméniens. Il s'agit probablement d'un lettré et intellectuel notable de sa période. Le théologien est employé par l'empereur Manuel Ier Comnène dans le cadre de sa politique religieuse, qui vise à restaurer l'union entre l'Église impériale, c'est-à-dire l'Église orthodoxe et l'Église apostolique arménienne,. Après un premier échange de lettres fructueux entre Manuel, le patriarche de Constantinople et le catholicos arménien, Nersès IV Chnorhali, l'empereur envoie Théorien et un higoumène arménien orthodoxe du nom de Jean Atmanos comme légats pour discuter avec Nersès IV des différences théologiques et pratiques s'opposant encore à l'union,. Atmanos sert manifestement de traducteur entre l'arménien et le grec dans ces discussions. Leur premier voyage date de 1169 et le groupe arrive à Hromgla le 15 mai 1170, apportant avec lui des cadeaux de la part de l'empereur pour Nersès. Leur première discussion dure environ un mois.
Ces discussions sont relatées dans une version polémique et partiale, au sein des Disputationes cum Catholico Armeniae, deux textes rédigés par Théorien à ce propos. Bien que Théorien préserve un certain nombre de textes historiques, comme des lettres de Nersès ou de Manuel qui peuvent éclairer la période et les enjeux de ces débats et contacts religieux, il reste difficile d'évaluer le degré de matériel authentique et romancé au sein de ces textes, d'autant plus qu'ils n'ont jamais été étudiés en détail. Un des points très débattus de l'ouvrage est le récit final de la conversion de Nersès, qui se serait ouvertement converti au dyophysisme. A ce propos, Stone déclare :

« L’opinion des chercheurs quant à la véracité du récit de Théorien par rapport aux récits arméniens est divisée, comme l’a indiqué Zekian. En particulier, Tournebize a tendance à croire que Nersès rejette réellement la position monophysite arménienne et accepte l’autorité de Chalcédoine. Au contraire, l’ancien patriarche arménien de Constantinople, Ormanian, rejette cette idée, estimant que le récit de ce premier entretien, ainsi que celui du second, est apologétique et que Théorien n’a fait que prétendre l’avoir emporté.  
Tékéian adopte une position plus équilibrée, suivant une voie médiane, mais il s’accorde avec Ormanian pour dire que Théorien a tort de prétendre avoir converti Nersès. Ter-Mikelian insiste, quant à lui, sur l’adhésion constante de Nersès à la formule μία φύσις. Zekian prend en considération sa première profession de foi ainsi que l’épître encyclique. Selon lui, Nersès n’est pas tant revenu sur sa position christologique antérieure – contrairement à ce que voudrait faire croire Théorien  [...] Il avance aussi que Nersès reconnait cependant que la position grecque chalcédonienne n'est pas nestorienne. À première vue, l’argumentation de Zekian semble solide. »

En tous cas, après cette première rencontre, Théorien rentre dans l'Empire byzantin avec deux lettres de Nersès, une privée pour l'empereur et une publique. Dans la lettre publique, le catholicos appelle à l'union, mais les Byzantins ne sont pas satisfaits de cette lettre et font fuiter les contenus de la lettre privée, où Nersès aurait accepté Chalcédoine explicitement. Cette publication provoque des sentiments positifs à Constantinople envers les Arméniens, qui subissaient des discriminations jusqu'alors. Pendant ce temps, Théorien et Atmanos retournent à Hromgla, chargés de présents, d'une lettre du patriarche de Constantinople, Michel III, où celui-ci appelle à l'union et déclare ouvrir ses bras au catholicos, ainsi que de deux lettres de l'empereur, une publique, une privée. Surtout, Théorien emmène avec lui les Neufs Chapitres, une série de neuf demandes de la part de l'empereur pour parvenir à l'union. Le catholicos demande à Théorien si toutes les demandes sont essentielles, et Théorien accepte de les réduire à deux points : l'usage de pain levé lors de la liturgie et la nomination du catholicos par l'empereur. Nersès lui répond qu'il ne peut pas accepter ces demandes sans consulter son Église dans un concile mais meurt en 1173, avant d'être remplacé par son neveu, Grégoire IV Tgha, qui mène le concile de Hromgla à son terme.
En plus des deux Disputationes, Théorien est l'auteur d'une lettre s'opposant à l'usage de pain azyme lors de la liturgie, attribuée par erreur à Jean Chrysostome jusqu'au XIXe siècle.

## Postérité
Bien que ses textes n’aient pas été traduits en arménien après sa mort et soient tombés complètement dans l’oubli, la figure d'un Théorien ami avec Nersès est reprise par les sources arméniennes. A ce titre, le Synaxaire de Ter Israël , le principal synaxaire médiéval de l'Église apostolique arménienne déclare à son propos:

« Մի փիլիսոփա անունով Թէորիանոս, եկաւ տեսնելու նրան եւ երկար ժամանակ մնաց նրա մօտ։ Երբ վերադարձաւ Կոստանդնուպոլիս, երբ հարցրին, թէ Ներսէսը ինչպիսի մարդ է, ասաց․ « Նա երկրորդ աստուածաբանն է » 

Un philosophe du nom de Théorien vint le trouver et demeura longtemps auprès de lui ; lorsqu'il fut de retour à Constantinople, on lui demanda quel genre de personne était Nersès ; il disait : C'est un second théologien. »

En 1578, Johannes Leunclavius est le premier à éditer ses textes, en grec et en latin. Il faut attendre la Patrologie grecque de Jacques-Paul Migne pour que le texte soit réédité de nouveau, en 1864. L'édition de la Patrologie parvient à restaurer une partie importante de l'œuvre, notamment en retrouvant le texte correspondant à une large lacune au milieu de la première Disputatio.
Jean Darrouzès utilise en partie les textes produits par Théorien pour illustrer le genre littéraire de la polémique anti-arménienne au sein de la littérature byzantine.